# Велч, Феликс
Феликс Велч (6 октября 1884, Прага, Цислейтания — 9 ноября 1964, Иерусалим) — чешско-израильский журналист, писатель, философ и библиотекарь. Доктор юридических наук.

## Биография
Двоюродный брат Роберта Велча.
Феликс окончил Пражский университет права и философии с докторской степенью. Он был ближайшим другом Макса Брода и Франца Кафки и членом Пражского писательского кружка. С 1910 по 1939 год работал библиотекарем Пражского университета. С 1919 по 1938 год он издавал сионистский еженедельный журнал Selbstwehr в Праге. 15 марта 1939 года, когда немецкие войска вошли в Прагу, он покинул город с Максом Бродом и его семьей на последнем поезде и бежал в Палестину. С 1940 г. он заведовал национальной библиотекой в Иерусалиме.
Наряду с Робертом Велчем, Мартином Бубером и Хьюго Бергманом он был одним из самых важных сионистов и важным политическим мыслителем, чьи статьи о развитии государства Израиль, философские дискуссии и его знания о Франце Кафке нашли отражение в десятках газет по всему миру. В 1952 году он получил премию Руппина города Хайфы за свою работу Natur, Moral und Politik, опубликованную в Израиле (на немецком и иврите).
Его спутницей на всю жизнь в прекрасные и трудные времена была его жена Ирма Герц (1892—1969), от которой у него родилась дочь Рут Велч-Горенштейн (1920—1991). Ирма Герц приходилась сестрой пианистке Алисе Герц-Зоммер (1903—2014), которая до 2014 года была старейшей из переживших Холокост.

## Научная деятельность
Работая с Максом Бродом, Велч стал известен в Германии и Праге своей работой Anschauung und Term. Он был последователем философии своего учителя Кристиана фон Эренфельса, что отличало его от многих его друзей и коллег в Праге, последовавших за Францем Брентано, поэтому их называли брентанистами.
Еще до 1914 года Вельч опубликовал несколько статей в различных немецкоязычных газетах, в основном в тематических страницах, в основном в Prager Tagblatt . Позже его авторство расширилось до десятков газет и журналов, а в своем еженедельнике Selbstwehr он опубликовал сотни статей об искусстве, музыке, политике, сионизме, литературе и философии в течение 20 лет. С 1920-х годов Вельч также отвечал за многие статьи, опубликованные за пределами Чехословакии, такие как Wiener Morgenpost или Jüdische Rundschau в Берлине, которым в те годы руководил его двоюродный брат Роберт Велч.
В центре его интересов были основные вопросы людей, веры и этики. Многие публикации, очерки и лекции посвящены проблемам иудаизма и сионизма. Его основная этическая работа не была завершена при его жизни.

## Избранные произведения
Эссе
- Religion und Humor im Leben und Werk Franz Kafkas. In: Max Brod: Franz Kafkas Glauben und Lehre. Kurt Desch, München 1948, S. 155—184
- Separater Nachdruck: Herbig, München 1957
- Separater Nachdruck: Onomato, Düsseldorf 2010 ISBN 978-3-939511-21-2
- The Rise and Fall of Jewish-German Symbiosis. The Case of Franz Kafka. In: Yearbook of the Leo Baeck Institute of Jews from Germany, Bd. 1, 1956 ISSN 0075-8744 S. 255—276
- wieder in Joseph Peter Stern, Hg.: The world of Franz Kafka. Holt, Rinehart and Winston, Concord (Kalifornien) 1980 S. 47-55
- deutsch: Franz Kafkas Geschichtsbewusstsein, in: Robert Weltsch, Hg.: Deutsches Judentum, Aufstieg und Krise. Gestalten, Ideen, Werke. Vierzehn Monographien. Veröffentlichung des Leo Baeck Instituts. Deutsche Verlagsanstalt, Stuttgart 1963 S. 271—288

Монографии
- zus. mit Max Brod: Anschauung und Begriff. Grundzüge eines Systems der Begriffsbildung. Wolff Verlag, Wien 1913 (Neuausgabe hrsg. von Claus Zittel, De Gruyter, Berlin 2017, ISBN 978-3-11-053719-2).
- Organische Demokratie.Eine rechtsphilosophische Studie über das Repräsentationssystem und das parlamentarische Wahlrecht (Der neue Geist; Bd. 3). Der Neue Geist, Leipzig 1918
- Gnade und Freiheit. Untersuchungen zum Problem des schöpferischen Willens in Religion und Ethik. München 1920 (Neuauflage Onomato, Düsseldorf 2010, ISBN 978-3-939511-95-3).
- Nationalismus und Judentum. Welt-Verlag, Berlin 1920.
- Zionismus als Weltanschauung. Färber, Mährisch-Ostrau 1925 (zusammen mit Max Brod).
- Judenfrage und Zionismus. Eine Disputation. Zentralbüro der zionistischen Organisation, London 1929.
- Antisemitismus als Völkerhysterie (Schriften zur Diskussion des Zionismus; Bd. 4). Barissia, Prag 1931.
- Rassentheorie und Judentum. Thesen des Nationalhumanismus (Schriften zur Diskussion des Zionismus; Bd. 13). Barissia, Prag 1934.
- Das Rätsel des Lachens. Kittl, Mährisch-Ostrau 1935.
- Das Wagnis der Mitte. Ein Beitrag zur Ethik und Politik der Zeit. Mährisch-Ostrau 1936 (Neuausgabe Kohlhammer, Stuttgart 1965).
- Die Dialektik des Leidens. 1944 (Ha-Di’alektikah shel ha-Sevel).
- Natur, Moral und Politik. 1950 (Teva, Musar u-Mediniyyut).
- Manfred Voigts (Hrsg.): Sinn und Leid (Studien zur Geistesgeschichte; Bd. 26). Philo-Verlag, Berlin 2000, ISBN 3-8257-0067-4.